# Mi amigo Mac
Mi amigo Mac (Mac and me) es un largometraje estadounidense de 1988 dirigido por Stewart Raffill, que cuenta la historia de amistad entre un niño que padece espina bífida y un extraterrestre.
La película en su año de estreno fue un gran fracaso en taquilla, pero con los años se ha ganado un estatus como película de culto.  
En la cinta, una Mysterious Alien Creature (Criatura Alienígena Misteriosa, MAC por sus siglas en inglés) que trata de escapar de la NASA se hace amigo de un niño en silla de ruedas. Juntos, tratarán de encontrar la familia de MAC.

## Sinopsis
La NASA consigue capturar en una misión espacial a una familia de alienígenas en una sonda espacial. Cuando los científicos de la agencia investigan las muestras, la familia huye de allí y escapa hacia el desierto. Sin embargo, el más pequeño de los alienígenas se marcha en dirección a la autopista. Tras provocar un accidente en cadena, la criatura se cuela en el coche de la familia Cruise, que inicia una nueva vida a California. El hijo menor de la familia, un chico llamado Eric (Jade Calegory), se hace amigo del alien después de que este le salvara la vida, y le llama "Mac", siglas de Mysterious Alien Creature.
Mac quiere regresar con su familia original, que continúa buscándolo en el desierto, y manda señales tanto a la familia Cruise como a sus vecinos para que lo ayuden a reunirse con ellos. Por otro lado, los agentes de la NASA buscan al alien para devolverlo a la base científica. Gracias a la ayuda de los humanos, los cuatro alienígenas consiguen reunirse, pero en su regreso a casa provocan una serie de desencuentros, que terminan con una gran explosión en una gasolinera y la muerte de Eric. Aunque toda la familia está conmocionada, los alienígenas regresan para resucitarlo, y todo vuelve a la normalidad. Al término de la película, Mac y su familia se quedan en la Tierra, como ciudadanos de pleno derecho.

## Reparto y producción
El reparto de la película está protagonizado por Jade Calegory en el papel de Eric Cruise, un niño que se muda a California con su familia. El actor presenta un tipo de diversidad funcional denominada espina bífida en la vida real, y después de Mi amigo Mac no volvió a actuar en ninguna otra película. El resto de la familia está compuesta por Jonathan Ward, que interpreta al hermano mayor, y Christine Ebersole, que actúa como su madre. Otros papeles destacados en el film son los de los vecinos: Lauren Stanley hace de Debbie, la niña amiga de Eric en su nuevo hogar, mientras que su hermana mayor Courtney está interpretada por Tina Caspary.
La película contó con dos anécdotas en el reparto. Mi amigo Mac está acreditada como la primera película en la que apareció Jennifer Aniston, quien tuvo un papel de extra. Aniston se hizo muy popular años después por sus papeles en series como Friends. Por otra parte, la mascota de la franquicia de comida rápida McDonald's, Ronald McDonald, actúa en la película e incluso figura en los créditos bajo su nombre comercial.
El director de la cinta es Stewart Raffill, quien también escribió el guion junto a Steve Feke. Raffill está especializado en la producción de cine familiar, y para crear Mi amigo Mac se inspiró en E.T., el extraterrestre, cuyo éxito motivó la producción de películas similares. Aunque estaba previsto el estreno de una secuela, las numerosas críticas negativas y la baja recaudación en taquilla hicieron que la productora Orion Pictures desechara la idea.

## Críticas
Mi amigo Mac está considerada por varios expertos en cine como uno de los mayores ejemplos del abuso de publicidad por emplazamiento (product placement) en el cine, especialmente por el protagonismo que algunas marcas tienen en la trama. El alienígena Mac se alimenta básicamente de Coca-Cola porque según el guion "es muy parecido a lo que beben en su planeta", y también figuran otras marcas como Skittles y Sears. También es destacable la presencia de McDonald's, donde se desarrolla parte de la trama. Una de las protagonistas trabaja allí, aparece su mascota Ronald McDonald y dentro del restaurante se desarrolla una escena de baile con coreografía. Además, el nombre del alienígena "Mac" recuerda a la marca de comida rápida. El crítico de cine Leonard Maltin calificó Mi amigo Mac como "algo que recuerda más a un anuncio de televisión que a una película".
La película recibió opiniones mayoritariamente negativas, tanto por la publicidad encubierta como por su trama, muy similar a E.T., el extraterrestre. Parte de la crítica se centró en la explícita imagen de los alienígenas, incitando profunda aversión en los más pequeños. El filme cuenta con un 7% de aprobación en la web especializada Rotten Tomatoes. El consenso del sitio es:

Mac and Me is duly infamous: not only is it a pale imitation of E.T., it's also a thinly-veiled feature length commercial for McDonald's and Coca-Cola.
Mac and Me es debidamente infame: no solo es una pálida imitación de E.T., sino que también es un extenso comercial apenas disimulado para McDonald's y Coca-Cola.

Además, Mi amigo Mac estuvo nominado a cuatro Premios Golden Raspberry en su edición de 1988, y se llevó dos galardones: peor director y peor actor revelación para Ronald McDonald.